# ボーイング777X
ボーイング777X
Boeing 777X
ドバイショー2021で飛行中のBoeing 777-9x
- 用途：旅客機
- 分類：ワイドボディ民間旅客機
- 製造者：ボーイング
- 運用者：エミレーツ航空
エティハド航空
カタール航空
全日本空輸
キャセイパシフィック航空
ルフトハンザドイツ航空
シンガポール航空
ブリティッシュ・エアウェイズ
エチオピア航空
カーゴルックス航空
シルクウェイウエスト航空（いずれも予定）
- 初飛行：2020年1月25日[1]
- 運用開始：2026年（予定）
- 運用状況：開発中
- ユニットコスト：777-8：3億7100万ドル[2] 
777-9：4億ドル[2]

ボーイング777X（Boeing 777X、ボーイング777エックス）は、アメリカ合衆国のボーイング社が開発中のボーイング777ファミリーの新シリーズである。

## 概要
777Xは777-8と777-9の2つの派生型がある。777Xは、ボーイング787の開発で得られた、新しいエンジン、新しい複合材翼、新しい技術を特色としている。市場ではエアバスA350 XWBと競合する。

## 開発

### 777Xの提案

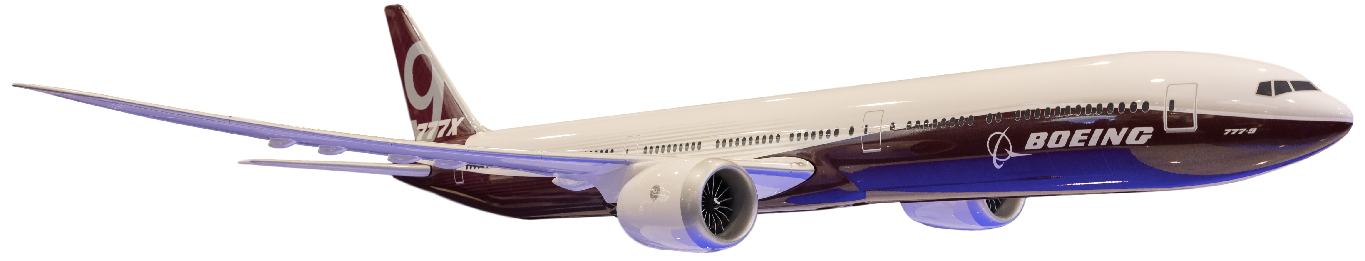
777-9Xの模型

2011年9月、ボーイング社は暫定的に777-8Xおよび777-9Xと命名した777ファミリーの新型機 (777Xと総称) の詳細を発表した。777-9Xは777-300ERに比べて水平尾翼が拡大され、全長は7ft (2.13m) 延長されて250ft (76.5m) となり、407人の乗客を収容する。777-9Xの全長は、現在全長において世界最長の旅客機であるボーイング747-8の250 ft 2 in (76.3 m)を上回る。
翼幅は現在の212ft7in (64.8m) から234ft (71.3m) に拡大され、構造材にはCFRPを使用する予定である。暫定値では、総重量は現在の775,000lb (352,000kg) に対して-9Xで約759,000lb (344,000kg) まで軽量化するとされた。またボーイング社は777-200LRの後継となる超長距離型を検討しており、777-9Xと燃料容量・総重量を同じとする設計概念として777-8LXの形式名を付与した。その航続距離は -200LRの9,395nmi (17,400km) に対して9,480nmi (17,560km) となる。777-8LXの胴体長は777-8Xと同じ228.17ft (69.5m) とされた。最初の777X型の就航は2019年を計画していた。
2012年2月、ゼネラル・エレクトリックは777XのエンジンとしてGE90の派生型として僅かに小型化したGE9Xを発表した。GE9XはGE90-115と同じ直径128in (330cm) のファンを備え、推力は定格見直しにより777-8X向けで88,000lbf (390kN) 777-9Xおよび-8LX向けで99,500lbf (443kN) に下げられている。またロールス・ロイスはRB3025のコンセプトを基にしたトレント1000およびトレント XWBを、プラット・アンド・ホイットニーは推力100,000lbf (440kN
) のPW1000Gを提案していたが、2013年3月にボーイングは777XのエンジンとしてGE9Xのみを選定した。 その後、GEは777Xは推力不足ではないかという懸念に対応してGE9Xの仕様を見直し、推力を102,000lbf (450kN)、さらにその後105,000lbf (470kN) に増加させた。これによりファン直径は132in (335cm) となり、GEが生産したエンジンの中で最大のファンを備えることになった。2012年8月のシアトル・タイムズのレポートによると、ボーイング社は777Xの開発を遅らせているが、2019年までに就航させる計画であったという。
選択可能なエンジンメーカーをGE1社に絞る決定は議論を呼んだ。エンジンメーカー間の競争が起きないことを嘆く航空会社もあり、エア・リース社のCEOスティーブン・ウドバーヘイジーはエンジンメーカーを選択可能にするよう望むと述べている。エアバスは、民間機で複数機種のエンジンを選択可能にすると、購入価格が数百万ドル単位で上がることを指摘している。P&Wの幹部は、ウォールストリートジャーナルに「エンジンはもはやコモディティではない。（中略）機体に合わせたエンジンの最適化が一層求められている。」と語っている。

### 日本の製造分担割合
現行の777と同じ主要構造部位の約21%で、川崎重工業のほか、三菱重工業、SUBARU、新明和工業、日本飛行機の5社が参画する。

### 777Xプログラム
2013年5月、ボーイングの取締役会は、民間航空機部門が顧客に777Xを提供開始することを正式に承認した。2013年9月18日、ルフトハンザ航空の監査役会は、747-400型機を置き換えるため、34機の777-9Xの発注を承認した。当時、ボーイング社は2013年後半に777Xシリーズの立ち上げを計画していると伝えられていた。2013年10月、ボーイング社は、アメリカのチャールストン、ハンツビル、ロングビーチ、フィラデルフィア、セントルイスの施設だけでなく、ロシアのモスクワの施設でも777Xの設計作業を行うと発表した。

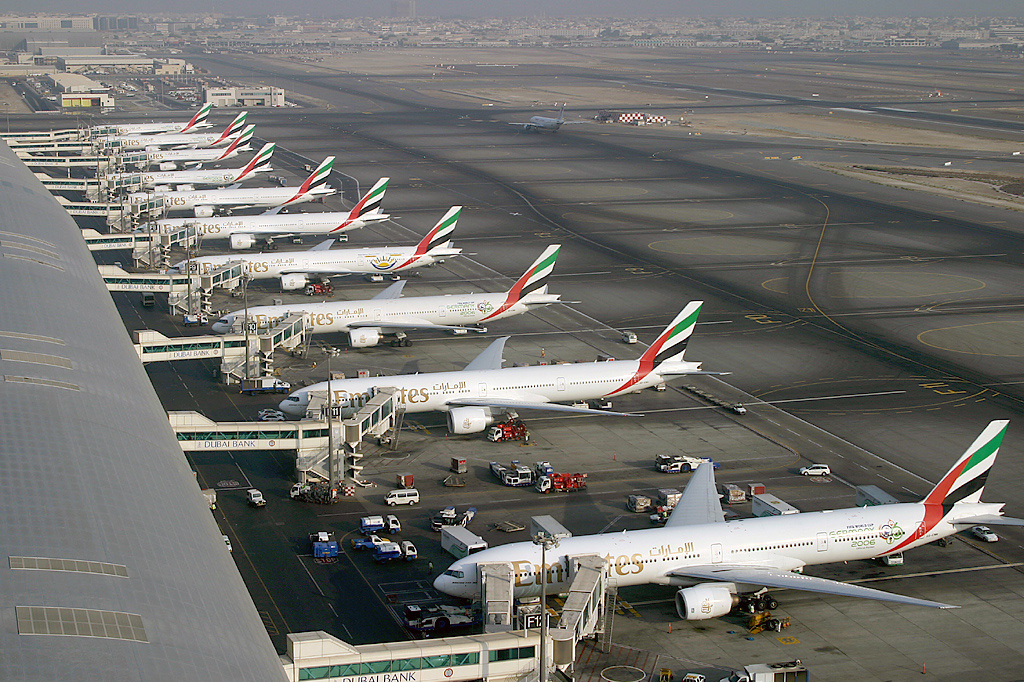
ドバイ国際空港で列をなすエミレーツ航空所有の777。エミレーツ航空は777Xのローンチカスタマーの一つである。

2013年11月、2013年ドバイ航空ショーで、ボーイング社は正式に777Xをローンチした。また、総額950億ドルにのぼる合計259機の発注・予約を発表した。ボーイングによれば、これは民間航空史上最大規模の受注であった。ボーイング社は、2013年9月にルフトハンザ航空から受けた34機のコミットメントに加え、ドバイ航空ショーでエミレーツ航空から150機、エティハド航空から25機、カタール航空から50機の発注・予約を受けた。
777Xプログラムは2モデルからなる。777-9Xは777-300ERよりも大型の胴体延長型であり、777-8Xは大きさこそ777-300ERに近いものの超長航続距離型になっている。777Xの納入開始は2020年以降になるため、ボーイング社は777の既存モデルの効率的な生産ラインを維持し続けねばならないという課題に直面している。
2013年12月、香港のキャセイパシフィック航空は21機の777-9Xを発注し、2021年から2024年の受領を予定している。2014年4月にはボーイング777の累計販売台数が747を上回り、ベストセラーのワイドボディ旅客機となった。2014年7月、エミレーツ航空が777-9X 115機と777-8X 35機の計150機を確定発注した。2014年7月16日にはカタール航空が50機の購入権付きで50機を確定発注し、2014年7月31日には日本の全日本空輸が777-9X 20機を確定発注した。
2014年12月、ボーイング社は777Xの部品を生産するためセントルイスに総容積367,000-平方フート (34,100 m2)の新しい複合材工場の建設を開始した。完成は2016年で、約700名の新規雇用が生まれる予定である。工場にはオートクレーブを6基備え、2017年から主翼および尾翼部材の生産を開始する予定である。
2015年のドバイ航空ショーで、ボーイング社は正式にボーイング777-8および777-9のような派生型にも言及し、個々の派生型の名前から'X'サフィックスを落としたが、新シリーズはまだボーイング777Xとして販売されている。
2019年には、エンジン開発の遅れにより2020年から2021年への納入延期を発表。さらに同年9月8日に静負荷試験機で高圧負荷試験中に貨物ドアが吹き飛ぶトラブルが起きたことが報じられた。結果初飛行は二度延期されることとなったが、2020年には新型コロナウイルス感染症の影響により生産体制を見直したことで、納入をさらに2022年に延期することが発表された。
2022年4月、ボーイング社は第一四半期の業績発表の中で、777-9初号機の納入を2025年に再度延期することを発表。型式証明の取得にさらに時間が必要と見込まれるためとしている。
2024年10月、777Xプログラムは、開発で直面した課題、飛行試験の一時停止、継続的な作業停止により、ボーイング777-9型機初号機の引き渡しを2026年に再度延期することを発表した。これに対して複数の発注会社から不満の声が出た。
2025年1月、2026年を予定している777Xの初号機(777-9)の納入先はルフトハンザ航空であることが明かされた。

## 設計
設計計画によれば、ボーイング787で導入されたキャビン設計が777Xにも取り入れられる。例えば従来の民間航空機よりも大きな窓、6,000ft (1,800m) 相当の高い与圧、高い天井、高い機内湿度などである。これらの改善点を盛り込みつつキャビン幅を拡大するため、従来の777の機体設計から構造が変更されている。一方で、787では777で10％程度に過ぎなかった炭素繊維複合材料を主翼や胴体などに重量比で50％用いることで機体強度を維持しつつ大幅な軽量化と燃費向上を実現したが、777Xでは炭素繊維複合材料の使用は主翼のみであり、胴体は引き続き金属製である。
777Xでは翼幅は71.76 mとなるが、空港では従来型777と同クラスのサイズに収めるため、民間機では初となる折り畳み式の主翼を採用している。折り畳み翼は翼端部を垂直に立ち上げる形で、畳んだ状態での翼幅は64.82mとなっている。翼の展開時には主翼と折り畳み翼にの穴にロック部品を通ることで固定され、ロック部品が破断しない限り意図しない折り畳みが起きない機構となっている。また折り畳みのタイミングは滑走路の出入り時に作動するよう設計されている。

## 派生型

### 777-8
777-8の全長は777-200ERと777-300ERの間で、3クラス構成で約350席となる。航続距離は9,300 nmi (17,200 km)以上で、-200LRの後継となる予定である。また、エアバスA350-1000と直接競合する。客室幅は、内壁の薄型化と断熱材の改善により、777従来型の19 ft 3 in (5.87 m)から19 ft 7 in (5.97 m)に拡大している。これにより、10アブレストのエコノミークラスでも幅18.0 in (46 cm)の広い座席が実現可能となる。
2023年8月、ボーイングは777-8の胴体設計を229ft(69.79m)から3.5ft(1.06m)延長した232ft6in(70.86m)に変更した。これに伴い、２クラス構成の場合の座席数が384席から395席に、航続距離は8730海里(1万6167km)から8745海里(1万6190km)へと更新されている。この設計変更はこの時点で当モデルがエミレーツ航空(16機)とエティハド航空(8機)の24機のみの受注となっている現状を踏まえて、2022年1月に開発が決定し順調に受注を伸ばす後発の777-8Fと胴体の長さを共通にすることで、開発費用を抑制しつつ受注数を伸ばしたい思惑があるとみられている。

### 777-9
777-9は、2クラス構成で400-425席・3クラス構成で406席（同社の747-400の標準座席数・412席に肉薄）の胴体延長型である。航続距離は7,600 nmi (14,100 km)である。座席数と胴体の全長の点で、就航時点における最大の双発旅客機、さらには（同機が開発されるまで世界最長の民間航空機であった同社の747-8の全長・76.3mをも上回る）全長が最長の旅客機であり、かつ双発エンジンで最大級の航空機となる。777-9は2017年に生産を開始し、2020年に就航する予定であった。その後納期の延期を繰り返し、2022年5月現在の予定では、2025年とされている。777-9の客室幅は-8と同じく19 ft 7 in (5.97 m)で広々とした客室を実現している。

### 777-10X
ボーイングは、エアバスの超大型機A380に対抗するために、777-9の座席を4列伸ばして450人の乗客を収容することを提案している。同社は、777とA380の両方の最大の運航会社であるエミレーツ航空を含む複数の航空会社にアプローチしている。 ボーイングは、顧客からの関心があれば胴体の延長が実現可能であることを確認している。

### BBJ 777X
2018年12月10日、ボーイングは、中東ビジネス航空協会ショーにおいて、ボーイングビジネスジェットの新たなバリエーションを発表。BBJ 777-8は航続距離11,645海里（21,570km）、キャビンは3,256平方フィート（302.5㎡）、BBJ 777-9は3,689平方フィート（342.7㎡）のキャビン、航続距離11,000海里（20,370km）を実現するとしている。

### 777-8F
2019年6月、カタール航空はボーイングに対し、既存の777Fを置き換えるために、777Xベースの貨物機を開発するよう求めた。ボーイング社は、貨物機の開発スケジュールを決定するための話し合いが進行中であることを認めた。 貨物機は777-8の機体をベースにすることが検討されている。 2022年1月31日、ボーイングは777-8Xをベースとした貨物機の受注、開発決定を正式発表した。エンジンはGE9X、ローンチカスタマーはカタール航空。確定34機、オプション16機となり、そのうち確定20機は777Xから変更となっている。2022年03月04日、エチオピア航空が5機発注した。2022年7月11日、全日本空輸が発注済みの777-9のうち2機を777-8Fに変更することを発表した。開発決定を表明してからちょうど1年後の2023年1月31日、ボーイング社は正式ローンチを発表した。奇しくもこの日、ボーイング747（貨物型）の最終号機の引き渡しが完了した日でもあるが、同社はボーイング747-8Fの後継機としても位置付けている。納入開始は、2027年となる見通し。

## 受注状況
| 2013年11月17日 | ドイツの旗           | ルフトハンザドイツ航空       | 0  | 20  | 7  | 27  | 777-9のローンチカスタマー                                                    |
| 2013年11月17日 | アラブ首長国連邦の旗 | エティハド航空               | 8  | 17  | 0  | 25  | 777-8のローンチカスタマー 12機のオプション付き 787も含め追加で計28機追加発注 |
| 2013年12月20日 | 香港の旗             | キャセイパシフィック航空     | 0  | 35  | 0  | 35  |                                                                              |
| 2014年7月9日   | アラブ首長国連邦の旗 | エミレーツ航空               | 35 | 170 | 0  | 205 |                                                                              |
| 2014年7月16日  | カタールの旗         | カタール航空                 | 0  | 90  | 34 | 124 | 777-8Fのローンチカスタマー                                                   |
| 2014年7月31日  | 日本の旗             | 全日本空輸                   | 0  | 18  | 2  | 20  |                                                                              |
| 2015年6月4日   | 不明の旗             | 非公表の顧客                 | 0  | 12  | 0  | 12  |                                                                              |
| 2017年2月9日   | シンガポールの旗     | シンガポール航空             | 0  | 31  | 0  | 31  |                                                                              |
| 2019年2月28日  | イギリスの旗         | ブリティッシュ・エアウェイズ | 0  | 24  | 0  | 24  | 18機のオプション付き                                                         |
| 2022年3月4日   | エチオピアの旗       | エチオピア航空               | 0  | 8   | 5  | 13  |                                                                              |
| 2022年10月12日 | ルクセンブルクの旗   | カーゴルックス航空           | 0  | 0   | 10 | 10  | 6機のオプション付き                                                          |
| 2022年11月10日 | アゼルバイジャンの旗 | シルクウェイウエスト航空     | 0  | 0   | 2  | 2   | 2機のオプション付き                                                          |
| 2023年2月14日  | インドの旗           | エア・インディア             | 0  | 10  | 0  | 10  |                                                                              |
| 2025年3月26日  | 大韓民国の旗         | 大韓航空                     | 0  | 20  | 0  | 20  |                                                                              |
| 2025年5月8日   | 中華民国の旗         | チャイナエアライン           | 0  | 10  | 4  | 14  |                                                                              |
| 合計           | 合計                 | 合計                         | 43 | 465 | 64 | 572 |                                                                              |

## 日本における動向
日本の航空会社では、2014年3月にANAから777-9型機の受注を獲得。2024年5月時点では貨物航空会社を除き全日本空輸が世界で唯一の「エアバスA350を発注せずに777Xのみを発注した航空会社」となっており、777Xの導入を予定する他社の殆どは競合機であるA350と併用している。
ANAでは777-300ER型機に代わる国際線の新フラッグシップ機として18機の777-9型機を2025年度から導入する見込みである。当初は20機の777-9を受領する見込みだったが、2022年に2機がANA Cargo用の777-8Fに変更されている。
一方、ライバル社のJALは中・大型主力機の後継として欧州・エアバス社のエアバスA350を選択。長胴型のA350-1000が既存の777-300ERに代わる国際線の次期フラッグシップ機材として採用され、2024年1月に運航を開始した。JALのフラッグシップ機では世界最多の機数を導入したボーイング747、300ER型を世界で初めて導入し長らく活躍したボーイング777など、古くからボーイング社の牙城が築かれていたが、777XではA350との競争に敗北し、エアバス社にフラッグシップ機の座を奪われた (JALはA350を導入し、777を退役させる方針である)。また777X受領遅延の煽りを受けたANAにとってもフラッグシップ機材の更新においてJALに遅れを取られた形となった。

## 仕様
| モデル                           | 777-8                                                           | 777-9                                                           | 777-8F |
| -------------------------------- | --------------------------------------------------------------- | --------------------------------------------------------------- | --- |
| コックピットクルー               | 2                                                               | 2                                                               | 2 |
| 座席数                           | 350（3クラス構成） 395（2クラス構成）                           | 406（3クラス構成） 426（2クラス構成）                           | - |
| 全長                             | 232 ft 6 in (70.86m)                                            | 251 ft 9 in (76.72m)                                            | 232 ft 6 in（70.86m）                                                                                           |
| 翼幅                             | 展開時：235 ft 5 in (71.75m) 折りたたみ時：212 ft 9 in (64.85m) | 展開時：235 ft 5 in (71.75m) 折りたたみ時：212 ft 9 in (64.85m) | 展開時：235 ft 5 in (71.75m) 折りたたみ時：212 ft 9 in (64.85m)                                                 |
| 後退角                           | TBA                                                             | TBA                                                             | TBA |
| テール高                         | 64 ft 6 in (19.7 m)                                             | 64 ft 6 in (19.7 m)                                             | 64ft（19.5ｍ）                                                                                                  |
| キャビン幅                       | 19 ft 7 in (5.97 m)                                             | 19 ft 7 in (5.97 m)                                             | 19 ft 7 in (5.97 m)                                                                                             |
| シート幅                         | 18 in (45.7 cm) （10アブレストのエコノミー席の場合）            | 18 in (45.7 cm) （10アブレストのエコノミー席の場合）            | - |
| 胴体幅                           | 20 ft 4 in (6.20 m)                                             | 20 ft 4 in (6.20 m)                                             | 20 ft 4 in (6.20 m)                                                                                             |
| 最大貨物積載量                   | 40× LD3                                                         | 48× LD3                                                         | 合計 766.1 m3 上部デッキ 596.4 m3 31パレット 下部デッキ 152.8m3 13パレット + バルク 17m3 最大ペイロード 118.2 t |
| 最大空虚重量                     | TBA                                                             | 362,000 lb （164,202 kg）                                       | TBA |
| 運用時空虚重量                   | TBA                                                             | 415,000 lb （188,241 kg）                                       | TBA |
| 最大重量（燃料なし）             | TBA                                                             | 527,000 lb （239,043 kg）                                       | TBA |
| 最大着陸重量                     | TBA                                                             | 557,000 lb （252,651 kg）                                       | TBA |
| 最大離陸重量                     | 775,000 lb （351,500 kg）                                       | 775,000 lb （351,500 kg）                                       | TBA |
| 巡航速度                         | TBA                                                             | TBA                                                             | TBA |
| 最大速度                         | TBA                                                             | TBA                                                             | TBA |
| 最大航続距離                     | 8,745 nmi （16,190 km）                                         | 7,285 nmi （13,500 km）                                         | 4410 nmi （8,167 km）                                                                                           |
| 離陸距離 MTOW （海面レベル ISA） | TBA                                                             | TBA                                                             | TBA |
| 最大燃料容量                     | TBA                                                             | TBA                                                             | TBA |
| 実用上昇限度                     | 43,100 ft（13,140 m）                                           | 43,100 ft（13,140 m）                                           | TBA |
| エンジン（2基）                  | ゼネラル・エレクトリック GE9X                                   | ゼネラル・エレクトリック GE9X                                   | ゼネラル・エレクトリック GE9X                                                                                   |
| 推力（1基あたり）                | 105,000 lbf（470 kN）                                           | 105,000 lbf（470 kN）                                           | TBA |

備考: 777Xのデータは計画段階のものである